# Waligórka (818 m)
Waligórka (818 m) – szczyt w północno-wschodnim ramieniu Juszczynki (899 m), w Beskid Żywiecko-Orawski, zaliczany do Grupy Lipowskiego Wierchu i Romanki. Wznosi się po południowo-zachodniej stronie Przełęczy u Poloka
Południowo-zachodni stok Waligórki opada do Sopotnianka, z północno-zachodniego wypływa potok Juszczynka. Grzbietem biegnie granica między miejscowościami Juszczyna (stok północno-zachodni) i Sopotnia Mała (syok południowo-wschodni) – obydwie w województwie śląskim, w powiecie żywieckim. Obecnie Waligórka jest porośnięta lasem, dawniej jednak jej grzbiet zajmowała hala pasterska, widać to na dawnej mapie topograficznej. Zachowały się na mapach jeszcze nazwy polan na jej stokach: Polana Modrzewiowa i Pokusówka.

## Szlaki turystyczne
W 2017 roku Babiogórskie Koło PTTK Globtroper wyznaczyło spacerowo-rowerowy szlak turystyczny:
 Juszczyna – Pawlacki Wierch – Jastrzębica – Poloki – Waligórka – Lachowe Młaki.